# فکرت اوطیام
فکرت اوطیام (ترکی استانبولی: Fikret Otyam؛ ۱۹ دسامبر ۱۹۲۶ – ۹ اوت ۲۰۱۵) نقاش، روزنامه‌نگار اهل ترکیه بود. او فعالیت حرفه‌ای خود را ابتدا در عرصه روزنامه‌نگاری آغاز کرد و سپس به سمت نقاشی و عکاسی رفت.